# 1041
| [ Edytuj tabelę ]          |                                                                   |
| Książę Polski              | - 1034 Kazimierz I Odnowiciel 1058                                |
| Król Angkoru               | - 1010 Surjawarman I 1048                                         |
| Król Anglii                | - 1040 Hardekanut 1042                                            |
| Król Aragonii i Nawarry    | - 1035 Ramiro I 1063                                              |
| Hrabia Barcelony           | - 1035 Rajmund Berengar I 1076                                    |
| Książę Bawarii             | - 1026 Henryk VI 1041                                             |
| Książę Burgundii           | - 1032 Robert I 1076                                              |
| Cesarz Bizancjum           | - 1034 Michał IV Paflagończyk 1041 - 1041 Michał V Kalafates 1042 |
| Cesarz Chin                | - 1022 Song Renzong 1063                                          |
| Książę Czech               | - 1035 Brzetysław I 1055                                          |
| Król Danii                 | - 1035 Hardekanut 1042                                            |
| Władca Egiptu              | - 1036 Al-Mustansir 1094                                          |
| Król Francji               | - 1031 Henryk I 1060                                              |
| Król Gruzji                | - 1027 Bagrat IV 1072                                             |
| Hrabia Holandii            | - 1039 Dirk IV 1049                                               |
| Cesarz Japonii             | - 1036 Go-Suzaku 1045                                             |
| Kalif                      | - 1031 Al-Ka’im 1075                                              |
| Król Kastylii              | - 1035 Ferdynand I Wielki 1065                                    |
| Wielki książę Kijowa       | - 1019 Jarosław Mądry 1054                                        |
| Patriarcha Konstantynopola | - 1025 Aleksy I Studyta 1043                                      |
| Władca Korei               | - 1034 Chŏngjong 1046                                             |
| Król Leónu                 | - 1037 Ferdynand I Wielki 1065                                    |
| Król Norwegii              | - 1035 Magnus I Dobry 1047                                        |
| Książę Obodrzyców          | - 1029 Racibor 1043                                               |
| Hrabia Palatynatu          | - 1034 Otto I ze Szwabii 1045                                     |
| Papież                     | - 1032 Benedykt IX 1045                                           |
| Hrabia Portugalii          | - 1028 Mendo III 1050                                             |
| Książę Saksonii            | - 1011 Bernard II 1059                                            |
| Król Szkocji               | - 1040 Makbet 1057                                                |
| Król Szwecji               | - 1022 Anund Jakub 1050                                           |
| Doża Wenecji               | - 1032 Domenico Flabanico 1043                                    |
| Król Węgier                | - 1038 Piotr Orseolo 1041 - 1041 Samuel Aba 1044                  |

Rok 1041 / MXLI
stulecia: X wiek ~
XI wiek ~
XII wiek

lata: 1031 «
1036 «
1037 «
1038 «
1039 «
1040 «
1041
» 1042
» 1043
» 1044
» 1045
» 1046
» 1051

## Wydarzenia w Polsce
- Wyprawa władcy Rusi Jarosława Mądrego na Mazowsze będące pod władzą Miecława.

## Wydarzenia na świecie
- 10 grudnia – Michał V Kalafates objął tron Bizancjum.
- Brzetysław złożył hołd lenny cesarzowi Henrykowi III w Ratyzbonie, w zamian ten potwierdza przynależność Śląska do Czech.

## Urodzili się
- Świętosława Swatawa – siostra Bolesława Śmiałego, córka Kazimierza Odnowiciela i Marii Dobroniegi (data sporna lub przybliżona) (ur. w latach 1041-1048, zm. 1126)

## Zmarli
- 10 grudnia – Michał IV Paflagończyk, cesarz bizantyjski (ur. 1010)
- Tankred de Hauteville, rycerz normandzki, założyciel rodu Hauteville (ur. przed 990)